# Pancreatitis aguda
La pancreatitis aguda és una inflamació sobtada del pàncrees. Depenent de la seva gravetat, pot tenir complicacions greus i alta mortalitat malgrat el tractament. Encara que els casos lleus es tracten amb èxit amb mesures conservadores, com la nutrició parenteral i de líquids de rehidratació endovenosa, els casos greus poden requerir ingrés a l'UCI o fins i tot cirurgia (sovint requereixen més d'una intervenció) per a tractar les complicacions del procés de la malaltia.

## Símptomes i signes
Els símptomes i signes més comuns inclouen:
- Dolor intens en epigastri irradiat a l'esquena
- Nàusees, vòmits, diarrea i anorèxia
- Febre / calfreds
- Inestabilitat hemodinàmica, incloent xoc

Signes que són menys comuns, i indicar una malaltia greu, inclouen:
- Signe de Grey-Turner (coloració hemorràgica dels flancs)
- Signe de Cullen (coloració hemorràgica del melic)

Altres condicions a considerar són:
- Pseudoquist pancreàtic
- Disfunció del pàncrees (diabetis mellitus, malabsorció a causa de la insuficiència exocrina)
- Càncer de pàncrees

Tot i que aquests són símptomes comuns, no estan sempre presents. El dolor simple d'abdomen pot ser l'únic símptoma.

## Causes més comunes
Segons freqüència:
- Idiopàtica. Es creu que pot ser per l'esfínter hipertens o microlitiasis.
- Per càlculs biliars. Els càlculs que viatgen pel conducte biliar comú i que posteriorment s'embussen a l'ampolla de Vater pot causar obstrucció en la sortida dels sucs pancreàtics del pàncrees al duodè. El retorn d'aquests sucs digestius causen la lisi (dissolució) de les cèl·lules del pàncrees i la pancreatitis posterior.
- Etanol (alcohol)
- Traumatisme
- Esteroides
- Parotiditis (paramixovirus) i altres virus (virus d'Epstein-Barr, citomegalovirus)
- Malaltia autoimmunitària (poliarteritis nodosa, lupus eritematós sistèmic)
- Hipercalcèmia, hiperlipidèmia/hipertrigliceridèmia i la hipotèrmia
- Colangiopancreatografia retrògrada endoscòpica o CPRE, un procediment que combina l'endoscòpia i fluoroscòpia
- Medicaments (esteroides i sulfonamides, azatioprina, AINEs, diürètics, com la furosemida i les tiazides, i didanosina)
- Úlcera duodenal
- Picada d'escorpí (per exemple, Trinitatis Tityus), i també de mossegada de serp